# Жан-Луї Водуає
Жан-Луї Водуає (фр. Jean-Louis Vaudoyer ; 10 вересня 1883 р. Ле-Плессі-Робінсон, департаменту О-де-Сен — 20 травня 1963, Париж) — французький поет, прозаїк, есеїст, мистецтвознавець та історик.

## Біографія
Народився у сім'ї відомих архітекторів. Закінчив ліцей Карно в Парижі, потім вступив до Школи Лувру.
Під час окупації Парижа німцями з 1941 до 1944 року був генеральним директором паризького театру Комеді Франсез.
1950 року був обраний членом Французької академії.

## Творчість
Як мистецтвознавець і письменник він здобув популярність серед широкого загалу, співпрацюючи з кількома журналами. Він також є автором романів, віршів і лібрето.

## Вибрані твори
- L'Amour masqué (1908),
- Suzanne et l'Italie (1909),
- La Bien-aimée (1909),
- La Maîtresse et l'amie (1912),
- Poésies (1913),
- Les Papiers de Cléonthe (1919),
- L'Album italien (1922),
- La Reine évanouie (1923),
- Les Délices de l'Italie (1924),
- Raymonde Mangematin (1925),
- Beautés de la Provence (1926),
- Rayons croisés (1928),
- Franges (1938),
- Peintres provençaux (1947),
- L'Italie retrouvée (1950),
- La Sicile (1958) и другие.

## Нагороди та премії
- Велика літературна премія Французької академії (1928)
- Військовий хрест 1914—1918
- Командор ордену Почесного легіону
- Prix d'Aumale